# Anthenea edmondi
Anthenea edmondi is een zeester uit de familie Oreasteridae.
De wetenschappelijke naam van de soort werd in 1970 gepubliceerd door Ailsa McGown Clark.